# Joan Valent Capellà
Joan Valent Capellà (Algaida, 8 de juliol de 1964) és un músic mallorquí.
Els seus treballs es caracteritzen per l’ús de diferents estils, des del clàssic fins al corrent minimalista de Philip Glass, estil que influencia la seva obra i la música cinematogràfica. Tot i el seu abast internacional, la seva composició sempre ha estat lligada al món balear i mediterrani.
Va estudiar violoncel, piano, anàlisi, composició i direcció primer a Palma i més tard a Barcelona, amb Carles Guinovart, Joan Guinjoan i David Padrós. Va traslladar-se a Los Angeles (Califòrnia, EUA), on va estudiar-hi composició clàssica, Film Scoring i direcció d'orquestra a la Universitat de Los Angeles (UCLA). Des de 1996 viu a Madrid, on va fundar el grup Ars Ensemble, amb el qual ha publicat un parell de discs, com, Ars, sent aquest el seu primer disc. També ha acompanyat artistes com David Byrne. La seva primera obra, publicada el 1987, Mort a la paraula, i des de llavors, la seva composició ha derivat, principalment, en quartets de corda, piano o per violoncel. Ha col·laborat com a arranjador i compositor simfònic amb artistes d'altres gèneres, com Luis Eduardo Aute, Luz Casal, Pedro Guerra, Tam Tam Go, Stephan Micus, Bunbury, Los Panchos, Suso Saiz, Maria del Mar Bonet, Montserrat Caballé o Joan Manuel Serrat. Amb l'Ars Ensemble va acompanyar Maria del Mar Bonet en el seu disc "Raixa" (World Muxxic), premiat millor àlbum de Folk i millor àlbum en català als Premios de la Música (2002).
La Conselleria d'Educació i Cultura del Govern de les Illes Balears el va triar perquè fos l'Artista de l'any 2011, sent aquesta la primera vegada en què un músic és guardonat per aquest reconeixement.
Va posar la música a la pel·lícula Las brujas de Zugarramurdi d'Álex de la Iglesia i de la qual fou nominat al Goya a la millor música original als XXVIII Premis Goya.

## Discografia
- 2000 Ars (Iberautor)
- 2002 Ensems (World Muxxic)
- 2007 Insula poetica

## Filmografia
- Súper agentes en Mallorca (M.A. Merino, dir)
- 1998 Delirios de Amor (Toni Capellà, dir)
- 1998 El Conductor (Jorge Carrasco, dir)
- 1998 Mararía (Antonio Betancor, dir)
- 1998 El Viaje de Arián (Eduard Bosch, dir)
- 1999 Cásate Conmigo Maribel (Ángel Blascos, dir)
- 2000 Demasiado Amor (Ernesto Rimoch, dir)
- 2001 Marujas Asesinas (Javier Rebollo, dir)
- 2006 La caja (Juan Carlos Falcón)
- 2004 -film colectivo Hay motivo)
- 2005 - Pablo G. del Amo, un montador de ilusiones
- 2007 La bicicleta (Sigfrid Monleon)
- 2007 El último truco (Sigfrid Monleon)
- 2008 El viaje vertical (Ona Planas)
- 2008 Serrallonga (Esteve Rovira)
- 2010 How much does your building weigh, Mr. Foster? (Norberto López Amado y Carlos Carcas, dir)

## Obres
- Mort a la paraula per a piano, violí, clarinet i mezzosoprano (1987)
- Proporcions Litogràfiques quartet de corda
- Peça per a orquestra
- Wind Dancers per a orquestra
- Quartets de corda 1r i 2n
- Lacrimae Duo de cellos
- Kosé per a violoncel
- Passio et Mors per a orquestra
- Quartets 3r, 4t, 5è per a quartet de corda
- Metallum Ballenae per a sis percussionistes simfònics
- Neptú i l'infant no nat Solo percussió + electrònica
- Escapar del siglo Soprano, narrador i orquestra (1993)
- Deposits Quatre quartets + electrònica
- Desideratum Orquestra de corda
- Hastula Regia Veus, percussió i corda
- In Memoriam Steel Drum + corda
- Europa per a violí sol
- String Islands Orquestra de corda
- Sarriá Veu + corda
- L'Evangeli segons un de Tants Orquestra + cors + solistes
- Mort d'un poeta Concert per a cello
- Hombres Caballos y toros Percussió, veu i corda
- Concierto para timple y orquesta
- Suite de Mararía Orquestra
- Música per a l'espectacle de dansa Troya Siglo XXI
- Música institucional del Govern de les Illes Balears (2008)